# 沙普利嶺
86°18′S 129°10′W / 86.300°S 129.167°W
沙普利嶺（英語：Watson Escarpment）是南極洲的山嶺，位於瑪麗伯德地，處於沃森海崖東端，美國地質調查局根據測量和該國海軍的空中照片繪入地圖，現時由南極條約體系管理。